# Porąbka (Sosnowiec)
Porąbka (früher auch Poręba, Porębka) ist eine ehemalige Stadt (1967 bis 1972), jetzt ein Stadtteil von Sosnowiec in der Woiwodschaft Schlesien in Polen.

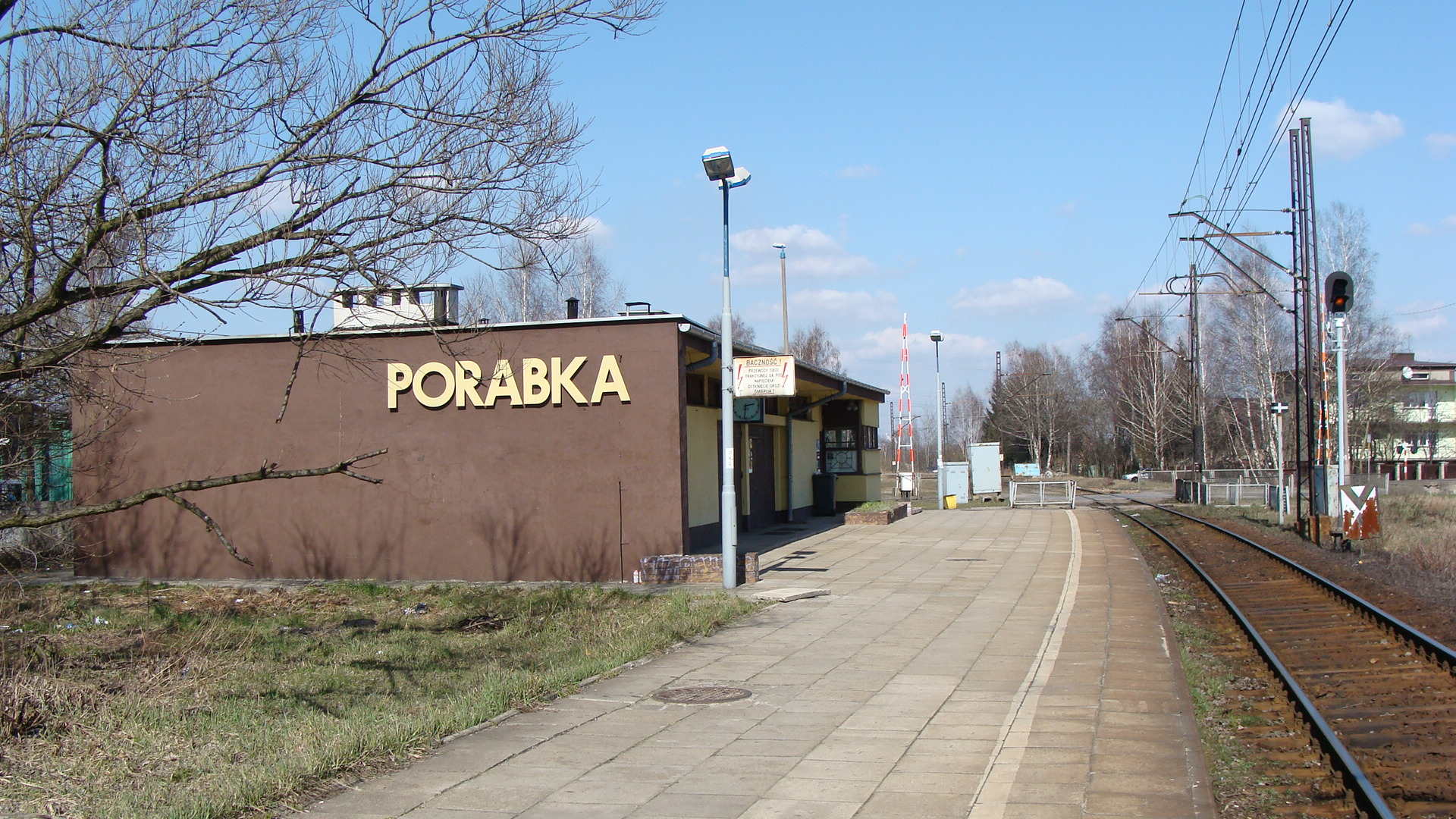
Bahnhof in Porąbka

## Geschichte
Der Ortsname Porąbka ist eine diminutive Form (Suffix -ka) von Poręba (deutsch „Waldlichtung“, „Kahlschlag“). 1390 wurde das Dorf von Abraham von Wojków an den Krakauer Bischof Johann III. Radlica verkauft und gehörte danach zu den Gütern der Stadt Sławków. Ursprünglich umfasste das Dorf auch die späteren Siedlungen Kazimierz (Górniczy), Niemce bzw. Ostrowy Górnicze und Maczki.
Der Ort zwischen der Schwarzen und Weißen Przemsza gehörte administrativ  zum Kreis Proszowice bzw. Kraków in der Woiwodschaft Krakau im Königreich Polen (ab 1569 in der Adelsrepublik Polen-Litauen), jedoch war das Dorf in die römisch-katholische Pfarrei in der oberschlesischen Stadt Mysłowice bis zum 19. Jahrhundert eingepfarrt.
Im Zuge der Dritten polnischen Teilung kam es 1795 an Preußen als Teil von Neuschlesien. 1807 kam es ins Herzogtum Warschau und 1815 ins neu entstandene russisch beherrschte Kongresspolen. 1827 gab es 100 Häuser mit 577 Einwohnern und um 1880 mit der Kolonie Grabie und Smiejka 134 Häuser und 1065 Bewohner. Der Ort lag im Polnischen bzw. Dombrowaer Kohlebecken. 1913 wurde dort Edward Gierek, von 1970 bis 1980 Erster Sekretär und damit Parteichef der Polnischen Vereinigten Arbeiterpartei, geboren.
Nach dem Ende des Ersten Weltkriegs kam es zu Polen. Im Jahr 1921 hatte das Dorf Porąbka in der Gemeinde Olkusz-Siewierz im Powiat Będziński der Woiwodschaft Kielce 181 Häuser mit 3392 Einwohnern, es waren überwiegend polnische (3365) Römisch-Katholiken (3262).
Beim Überfall auf Polen 1939 wurde das Gebiet von den Deutschen besetzt und dem Landkreis Bendsburg im neuen „Ostoberschlesien“ zugeordnet.
1959 wurde eine Straßenbahnlinie eröffnet, heute Teil der Straßenbahn im oberschlesischen Industriegebiet. Während der Volksrepublik Polen erhielt Porąbka in der Woiwodschaft Katowice 1964 das Stadtrecht. 1973, unter Edward Gierek, wurde sie zunächst nach die Stadt Kazimierz Górniczy eingemeindet, die zwei Jahre später an Sosnowiec angegliedert wurde.